# Sredogriv, Vidin
Sredogriv (în bulgară Средогрив) este un sat în comuna Ciuprene, regiunea Vidin,  Bulgaria. 

## Demografie
Componența etnică a satului Sredogriv
     Bulgari (96,55%)
     Romi (3,44%)
     Nicio identificare (0%)
     Altele (0%)
La recensământul din 2011, populația satului Sredogriv era de 145 locuitori. Din punct de vedere etnic, majoritatea locuitorilor (96,55%) erau bulgari, cu o minoritate de romi (3,44%). Pentru 0% din locuitori nu este cunoscută apartenența etnică.